# Anathema
Anathema je engleski rok bend iz Liverpula, koji je, zajedno sa  i My Dying Bride, doprineo razvoju dum i gotik metal zvuka. Doduše, njihov album  najavio je odstupanje od dum metal zvuka u nešto melodičniji zvuk i označio je njihov prelazak u atmosferski rok.

## Istorija
Anathema je oformljena 1990. godine kao doom metal bend, u početku pod imenom „Pagan Angel“. Novembra iste godine, bend je snimio prvi demo snimak, nazvan An Iliad of Woes. Ovaj demo je privukao pažnju nekoliko bendova Engleske metal scene, što je omogućilo Anathemi da svira sa bendovima kao što su Bolt Thrower i Paradise Lost.
Početkom 1991. godine, bend je usvojio njegovo današnje ime, i privukao mnogo pažnje izlaskom njihovog drugog demo snimka, nazvanog All Faith Is Lost, što je dovelo do potpisivanja ugovora o idavanju četirialbuma sa Peaceville Records. Njihovo prvo izdanje pod ovom etiketom je The Crestfallen EP u novembru 1992. godine.
Debitantski album Serenades, je privukao mnogo mejnstrima, dovedovši njihov video singl "Sweet Tears" na MTV televiziju.
U maju 1995, pevač Darren White je napustio bend,posle čega je oformio The Blood Divine. Radije nego da regrutuju novog pevača, bend je odlučio da bi gitarista Vincent Cavanagh trebalo da preuzme Whitovu ulogu. Ova nova formacija je debitovala na turneji po Ujedinjenom Kraljevstvu sa Cathedral.
Izdavanje Eternity je nastupilo u 1996, oslanjajući se na više atmosferiča zvuk, i označavalo je početak tranzicije na čist vokal; album Judgement će kasnije da učvrsti taj stil. Izlazak albuma je praćen sa evropskom turnejom.
Sledeći član koji je napustio bend je bubnjar John Douglas, koji je otišao na leto 1997 godine. Zamenjen je sa Shaun Taylor-Steels, nekadašnjim članom Solstice, koji će kasnije takođe svirati bubnjeve za My Dying Bride.
Alternative 4 je izdat 1998. U to reme bend je pretrpeo mnoge izmene u postavi. Basista/tekstopisac Duncan Patterson je napustio zbog muzičkih nesuglasica, pa je zamenjen sa Dave Pybus iz benda Dreambreed,gde je Duncan kratko i svirao bass. Martin Powell (koji je prethodnbo svirao klavijature i violinu u My Dying Bride) je takođe prišao bendu.

## Diskografija
- Serenades (1993)
- The Silent Enigma (1995)
- Eternity (1996)
- Alternative 4 (1998)
- Judgement (1999)
- A Fine Day to Exit (2001)
- A Natural Disaster (2003)
- We're Here Because We're Here (2010)
- Weather Systems (2012)
- Distant Satellites (2014)
- The Optimist (2017)